# Petey Pablo
Petey Pablo (* 22. Juli 1973 in Greenville, North Carolina; bürgerlich Moses Barrett III) ist ein US-amerikanischer Rapper.

## Biografie
Durch einen Gastauftritt und einer kurzen Demo auf Mystikals Platinalbum Let’s Get Ready, gewann Petey Pablo an Bekanntheit in den Staaten.
Mit seiner Debütsingle Raise Up erreichte er 2001 Platz 25 der Billboard-Charts. Seinen größten Hit landete er in Zusammenarbeit mit der Sängerin Ciara. Ihre gemeinsame Single Goodies erreichte sowohl in den USA als auch in Großbritannien Platz 1 der Charts.
Seine erste professionelle Aufnahme machte er 2000 für das zweite Timbaland-und-Magoo-Album Indecent Proposal.
Im Mai 2005 wechselte Petey Pablo zu Suge Knights Label Death Row Records. Dort ist er inzwischen aber nicht mehr länger Teil des Rosters. Unter der Leitung von Death Row Records hat er ein bislang unveröffentlichtes Album mit dem Titel Same Eyez on Me aufgenommen, dessen Titel an 2Pacs Doppel-Album All Eyez on Me angelehnt ist. Dieses Album wird jedoch nicht mehr über Death Row Records erscheinen, sondern über For the People Entertainment.

## Diskografie
- Diary of a Sinner: 1st Entry (2001)
- Still Writing in My Diary: 2nd Entry (2004)

Unveröffentlichte Alben bei DeathRowRecords
- Same Eyez on Me (2007)
- Life on Death Row (2007)
- Proper Procedures (Escape from tha Row)

Sonstiges
- Drumline – Soundtrack (2002)
- Still Writing in My Diary: 2nd Entry (2004)
- Step Up – Soundtrack (2006) Show Me the Money